# Paranesidea shulerae
Paranesidea shulerae is een mosselkreeftjessoort uit de familie van de Bairdiidae. De wetenschappelijke naam van de soort is voor het eerst geldig gepubliceerd in 1960 door Puri.